# Бангладеш на Светском првенству у атлетици у дворани 2022.
Бангладеш је учествовао на 18. Светском првенству у атлетици у дворани 2022. одржаном у Београду од 18. до 20. марта други пут. Репрезентацију Бангладеша представљао је 1 такмичар  који се такмичио у трци на 60 метара.,
На овом првенство такмичар Бангладеша није освојио ниједну медаљу али је оборио национални i лични рекорд.

## Учесници
Мушкарци:
- Имранур Рахман — 60 м

## Резултати

### Мушкарци
| Атлетичар      | Дисциплина | Лични рекорд | Квалификације         | Квалификације | Полуфинале        | Полуфинале        | Финале               | Финале               | Детаљи |
| Атлетичар      | Дисциплина | Лични рекорд | Резултат              | Место         | Резултат          | Место             | Резултат             | Место                | Детаљи |
| -------------- | ---------- | ------------ | --------------------- | ------------- | ----------------- | ----------------- | -------------------- | -------------------- | ------ |
| Имранур Рахман | 60 м       | 6,68         | 6,64(.632) КВ, НР, ЛР | 3. у гр. 2    | Није завршио трку | Није завршио трку | Није се квалификовао | Није се квалификовао |        |